# Harztor
Harztor település Németországban, azon belül Türingiában. Lakosainak száma 7477 fő (2023. december 31.).

## Népesség
A település népességének változása:
| Lakosok száma | 7648 | 7588 | 7476 | 7474 | 7477 |
|               | 2017 | 2019 | 2021 | 2022 | 2023 |